# 最徳寺 (大田区)
最徳寺（さいとくじ）は、東京都大田区にある浄土真宗本願寺派の寺院。

## 概要
1234年（文暦元年）、永頓の開基である。永頓は鎌倉の最宝寺住職明光の弟で、兄とともに親鸞の弟子となり、寺を建立したという。山号の「明光山」は兄の名に由来する。
徳川家康の江戸入府とともに、現在地に移転した。

## 交通アクセス
- 平和島駅より徒歩8分。